# Expedições no Rio Manduvirá
As expedições no rio Manduvirá foram as últimas operações realizadas pela Marinha Imperial Brasileira na Guerra do Paraguai. A frota imperial tinha como missão explorar o rio e seus arroios com o objetivo de capturar ou destruir os navios remanescentes da armada paraguaia, que haviam se refugiado na região. A esquadra brasileira era composta por dezoito embarcações, entre encouraçados, monitores, canhoneiras e lanchas a vapor, enquanto a frota paraguaia contava com cerca de uma dezena de vapores. No total, foram realizadas três expedições, que se mostraram extremamente perigosas para os navios brasileiros devido à sinuosidade do rio e aos bloqueios estrategicamente criados pelos paraguaios.
Diversas vezes, os navios enfrentaram obstruções formadas por troncos de madeira, cascos de embarcações afundadas, grandes árvores empilhadas, canoas, correntes de ferro e carretas carregadas de pedras, criadas para atrasar a perseguição. Devido à estreiteza do rio, em algumas ocasiões, as embarcações precisaram recuar de popa, pois era impossível realizar curvas ou seguir de proa. Na segunda expedição, considerada a mais violenta, a armada brasileira enfrentou uma guarnição de 1 100 homens no Passo Guarayo, um local fortemente fortificado. As expedições, iniciadas em janeiro de 1869 e encerradas em agosto do mesmo ano, resultaram no aniquilamento da marinha paraguaia. Na década de 1970, foi criado um museu na região, onde estão preservados alguns dos navios recuperados do rio Manduvirá.

## Contexto
A marinha paraguaia teve uma participação relevante em diversos eventos durante a guerra. Com o avanço da armada brasileira pelo rio Paraguai, a esquadra paraguaia desempenhou um papel importante no transporte de pessoas e materiais. Entre suas atividades destacaram-se a retirada da fortaleza de Humaitá, a construção das baterias de Fortín no rio Tebicuary e do forte de Angostura, além do abastecimento dessas posições com recursos provenientes do Paraguai e da província de Mato Grosso, que havia sido ocupada. No entanto, assim como o exército, a marinha comandada por  Francisco Solano López enfrentou um progressivo retraimento de suas forças devido às grandes perdas sofridas ao longo dos cinco anos de conflito.
Com os combates concentrados no interior, na região das cordilheiras, López decidiu, em 28 de novembro de 1868, desarmar seus vapores, mantendo apenas um número suficiente para acomodar uma pequena guarnição destinada a navegar no rio Manduvirá. Essa guarnição foi organizada para desembarcar a artilharia dos navios desarmados, transportá-las em carretas e formar um batalhão composto por 300 praças. A armada imperial brasileira destacou algumas embarcações para a região e, em três expedições, conseguiu capturar ou destruir os remanescentes da armada paraguaia.

## Primeira expedição

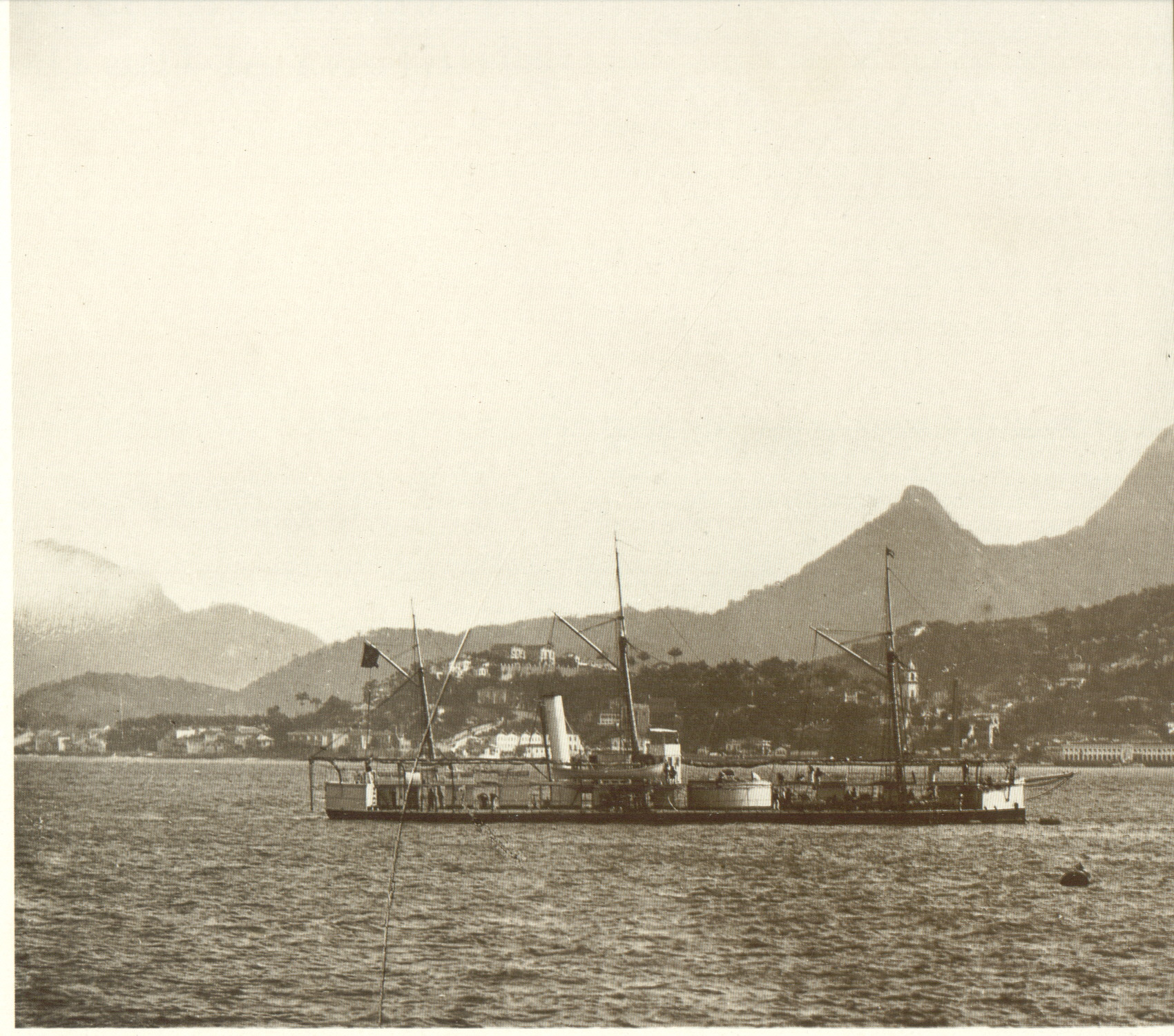
Encouraçado Bahia por volta de 1870.

Em 28 de novembro de 1868, a armada brasileira realizou um último bombardeio sobre a capital paraguaia, Assunção, que resultou na destruição de um dos torreões do palácio presidencial e em danos significativos a vários edifícios públicos, incluindo o estaleiro. A operação foi conduzida pelos encouraçados Bahia e Tamandaré e pelos monitores Alagoas e Rio Grande do Sul. Aproveitando-se do período de cheia, o alto comando naval organizou uma flotilha composta pelos navios que participaram do bombardeio e outras embarcações. Sob o comando de Delfim Carlos de Carvalho, Barão da Passagem, a força era liderada pelo couraçado Bahia como navio capitânia e incluía os monitores Alagoas, Ceará, Pará, Piauí, Santa Catarina e as canhoneiras Ivaí e Mearim. A missão consistia em capturar ou destruir a frota paraguaia remanescente, que, diante da desproporção de forças, havia buscado refúgio no rio Manduvirá. A expedição teve início na madrugada do dia 5 de janeiro de 1869, com o auxílio de um prático paraguaio, um oficial de marinha cujo nome não foi registrado. Às 16h30, a flotilha fundeou na foz do rio Manduvirá, marcando o início da operação. Após um rápido reconhecimento da área, ficou decidido que o Bahia, o Ivaí e o Mearim deveriam permanecer na foz do rio Manduvirá para bloquear qualquer tentativa de saída da frota paraguaia. Essa decisão foi tomada devido às condições do rio, considerado extremamente tortuoso, o que impossibilitava a navegação segura dessas embarcações maiores.
Logo no início da operação, a frota imperial enfrentou inúmeras dificuldades. Após a troca da capitânia, do Bahia para o Santa Catarina, os navios começaram a subir o rio Manduvirá no dia 6 de janeiro. O curso d'água, extremamente tortuoso, dificultava as manobras dos monitores, que frequentemente colidiam com árvores e barrancos ao longo do trajeto. Durante a perseguição, os paraguaios empregaram várias estratégias para atrasar o avanço da frota imperial, incluindo o afundamento deliberado de seus próprios navios para bloquear a passagem. O primeiro avistamento de embarcações inimigas ocorreu às 14h00, quando a frota brasileira avistou o vapor Piravevé, que atuava como sentinela. O Piravevé fazia parte de uma flotilha de oito navios paraguaios, tripulada por cerca de 180 homens sob o comando de Aniceto López, conforme relatado na edição de 19 de fevereiro de 1869 do Diário de Belém. Diante do contato inicial, o comandante Delfim Carlos de Carvalho ordenou que sua frota avançasse com força total. No entanto, apenas às 18h00 os navios brasileiros conseguiram alcançar as embarcações paraguaias. A situação da flotilha paraguaia era de extrema desvantagem, pois suas embarcações não estavam artilhadas e, mesmo que estivessem, não poderiam competir com os monitores encouraçados brasileiros. Por essa razão, não houve resistência. Um dos primeiros encontros foi com um escaler contendo seis tripulantes que, exibindo uma bandeira branca, se renderam à frota imperial. Eles relataram que, por ordem de López, estavam afundando navios desde a manhã daquele dia para impedir o avanço brasileiro. Após essa rendição, a frota retomou a perseguição às embarcações inimigas. Às 19h00, no entanto, o Barão da Passagem ordenou que os monitores interrompessem a marcha, pois os navios paraguaios haviam adentrado um arroio ainda mais estreito do Manduvirá, chamado Iaguí, dificultando a navegação das embarcações brasileiras.
No dia seguinte, o Barão da Passagem decidiu avançar pelo arroio Iaguí, apesar das dificuldades impostas pela estreiteza e sinuosidade do curso d'água. O arroio revelou-se ainda mais desafiador para navegação, agravado pelos obstáculos criados pelos marinheiros paraguaios, que derrubaram grandes árvores no leito e utilizaram madeiros de navios afundados para bloquear a passagem. Após três horas de marcha, durante as quais percorreram cerca de 19 quilômetros, a frota imperial encontrou o vapor Paraguari afundado, bloqueando completamente o curso do arroio. Essa barreira representou o fim da perseguição, já que o obstáculo foi considerado intransponível. Além disso, a estreiteza do arroio impossibilitava qualquer tentativa de manobra, até mesmo para os pequenos monitores de 36 metros de comprimento. Diante disso, a frota foi obrigada a iniciar o retorno navegando de popa, pois não havia espaço suficiente para virar e seguir de proa. Durante a retirada, os brasileiros encontraram o vapor Cotitey submerso. Apesar dos esforços consideráveis dos monitores Ceará e Piauí para rebocá-lo, a operação enfrentou inúmeras dificuldades. O Ceará chegou a encalhar duas vezes durante a tentativa de desencalhe do vapor. Após avaliarem a situação e considerarem os riscos envolvidos, decidiram abandonar o Cotitey e continuar o retorno. A flotilha imperial conseguiu alcançar as embarcações que bloqueavam a foz do Manduvirá apenas às 17h30 do dia 8 de janeiro, encerrando assim a expedição no arroio. Após a conclusão das operações no arroio Iaguí, toda a frota iniciou o retorno para Assunção. Durante as manobras, o monitor Pará sofreu um acidente ao colidir a popa contra um madeiro submerso, resultando na quebra de seu leme. Inicialmente, o Pará precisou ser rebocado pelo monitor Alagoas, mas as dificuldades enfrentadas nessa tarefa tornaram inviável continuar dessa forma. Diante disso, o Pará desceu o rio por seus próprios meios até alcançar o rio Paraguai, onde as condições de navegação eram mais favoráveis. Nesse ponto, foi possível ser rebocado com segurança pela canhoneira Ivaí até o arsenal de Assunção para os reparos necessários. No dia 9 de janeiro, às 10h30, todos os navios que participaram da primeira expedição estavam devidamente estacionados na capital paraguaia.

## Segunda expedição

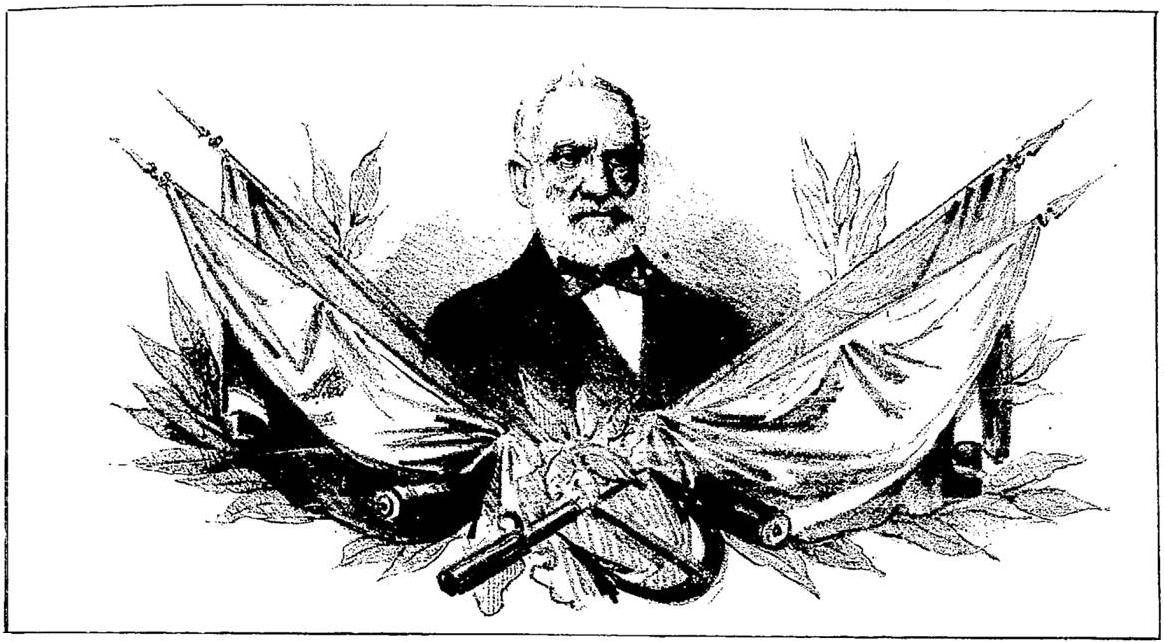
Elisiário Antônio dos Santos substituiu o Visconde de Inhaúma como comandante das forças navais no Paraguai.

Houve mudanças na forma como seriam conduzidos os combates futuros após a troca no comando das forças navais. O Chefe de Esquadra Elisiário Antônio dos Santos substituiu Joaquim José Inácio, Visconde de Inhaúma. Em um documento datado de 16 de abril de 1869, lavrado pelo príncipe Gastão, Conde d’Eu, foi oficializada a retomada da perseguição aos navios que estavam no rio Manduvirá. O reinício das operações foi favorecido pelas melhores condições climáticas, como o aumento do volume dos rios devido às chuvas constantes. Desde a última expedição, o Manduvirá permanecia bloqueado pelo couraçado Colombo e pela corveta Belmonte. Para a segunda expedição, o comando da operação foi confiado ao comandante da primeira divisão Victório José Barbosa de Lomba; o comando da flotilha foi dado ao comandante do Colombo, Capitão de Fragata Jerônimo Francisco Gonçalves. A nova frota era composta pelos seguintes navios: monitores Santa Catarina, Piauí e Ceará, comandados pelos primeiros-tenentes Antônio Severiano Nunes, Carlos Balthazar da Silveira e Antônio Machado Dutra respectivamente; lanchas a vapor Couto, João das Botas e Jansen Müller com as duas últimas comandadas pelo primeiro-tenente Gregário Ferreira de Paiva e segundo-tenente Affonso Augusto Rodrigues de Vasconcellos respectivamente. A frota tinha como práticos Bernadino Gustavino, Thomaz Almuri e Araújo e um médico, o doutor Oliveira Coutinho.
A flotilha de Gonçalves iniciou a perseguição no dia 18 de abril. Nesta nova expedição, como conta Afonso Celso de Assis Figueiredo, durante o trajeto (pelo menos desde o segundo dia), os navios foram acompanhados por forças de cavalaria inimigas. Os navios levaram cerca de seis dias para atingirem a vila de Caraguatay; sempre a noite quando os navios fundeavam eram cuidadosamente vigiados. Neste trajeto as tropas paraguaias não os hostilizaram porque, segundo Bormann, eles tinham esperança de que pudessem cortar a retaguarda da frota e massacrarem completamente as guarnições na volta. Ainda assim, no dia 20, um destacamento sob o comando do Capitão Fonseca Ramos que avançava ao longo do rio foi surpreendido por três linhas de atiradores inimigos, ocasionando a perda de quatro homens e deixando alguns feridos. O destacamento tinha como missão impedir que a coluna que acompanhava Solano López pelas cordilheiras fosse reabastecido pelo rio. O acompanhamento da frota pelos paraguaios era possível devido as múltiplas curvas que o rio tinha, além da facilidade em perceber quando os navios estavam perto pelo avistamento dos altos mastros e a fumaça das chaminés. De acordo com os registros brasileiros, a frota percorreu cerca de 60 a 70 léguas ou 289,68 a 337,93 km, porém usando o Google Earth foi mensurada uma distância de 120,96 km da foz do Manduvirá até o local onde se encontrava a frota inimiga. Já no dia 24, começava a manifestar nos navios a falta de mantimentos, dificultada ainda pela distância que haviam percorrido. De imediato, o comandante ordenou que duas lanchas retornassem para buscar provisões. Tal retorno era perigoso pois a frota passara pela retaguarda de um acampamento inimigo e isso representava uma aflição para o comandante Gonçalves, uma vez que não se sabia se as lanchas haviam conseguido passar com segurança. As pequenas embarcações chegaram a foz do Manduvirá no dia 26 e, quando abastecidos, logo zarparam de volta rio acima.
No dia 25, a frota brasileira avistou, a uma meia légua de distância, os navios paraguaios que estavam estacionados na Vila de Caraguatay, mas foram impedidos de avançarem mais por causa da baixa do rio que não permitia nem mesmo a navegação de uma pequena lancha, de acordo com o Diário de Belém do dia 4 de junho. O comandante Gonçalves decidiu avançar a pé até um passo próximo por onde passava gente e gado de onde podia observar os mastros das embarcações inimigas. Planejavam um assalto para destruir os vasos, porém foram cercados por um regimento de cavalaria apoiado por um de infantaria. Desesperados, Gonçalves e seus comandados conseguiram recuar para os monitores e se prepararam para a batalha. Mas os paraguaios não fizeram combate e permaneceram onde estavam. Diante da calmaria, os oficiais, vendo que o volume do rio continuava a diminuir, decidiram fazer algo inusitado: almoçaram à vista do inimigo e depois incendiariam os próprios navios antes de entregarem a eles, no caso de um ataque. Nessa situação, os brasileiros se encontravam em desvantagem, pois os monitores não dispunham de espaço para acomodar muitas tropas, além da baixa dos rios que não permitiam uma segura navegação. Os paraguaios, ao contrário, estavam muito bem defendidos e com numerosa guarnição. O fato é que os imperiais não podiam atacar. Mesmo assim, Gonçalves ordenou que a frota permanecesse ali até a chegada das lanchas que haviam retornado a foz do Manduvirá em busca de provisões e assim, numa possível cheia do rio, pudesse destruir as naves paraguaias. Este plano não foi concretizado pois, na noite do dia 26 ouvia-se o som de machados dos paraguaios cortando árvores próximo a divisão brasileira, num intuito de bloquear a retaguarda e logo no dia seguinte o comandante dá ordens para que a frota recue devido as preocupações quanto a proximidade dos paraguaios e falta de mantimentos visto que as lanchas ainda não haviam chegado. Uma vez que o rio era muito estreio, a frota teve de retornar navegando de popa.
No retorno, a frota teve muita dificuldade para navegar devido às inúmeras árvores cortadas lançadas no rio, entupindo-o. Esta só não ficou completamente presa pois os navios saíram a tempo e interromperam os trabalhos de cortes dos paraguaios. Segundo Jourdan, a intenção dos paraguaios era de fazerem perder tempo. As toras eram empilhadas umas as outras e amarradas com fortes guascas (tiras de couro). Coube ao Ceará a tarefa de desobstruir o caminho, efetuada à machadinha pela tripulação. Havia um plano paraguaio de fechar a volta dos monitores, que fora incumbido ao Capitão de Fragata Romualdo Nuñez, com um grande contingente. Apesar de uma incessante busca de uma local favorável a ação, o plano não foi concretizado devido a um não acordo entre os oficiais sobre como executá-lo. As duas lanchas com os mantimentos alcançaram a frota na tarde do dia 28 informando que haviam encontrado um ponto de fortificações sendo construído em passo guarayo. As lanchas foram atacadas por tiros de fuzilaria e tentativas de abordagem, tendo alguns feridos entre os tripulantes. Diante disso, a frota se apressou em ultrapassar aquela localidade, mas não lograram êxito devido às dificuldades impostas pelo rio, tendo de adiar para o dia seguinte uma nova tentativa.

### Passagem de Guarayo

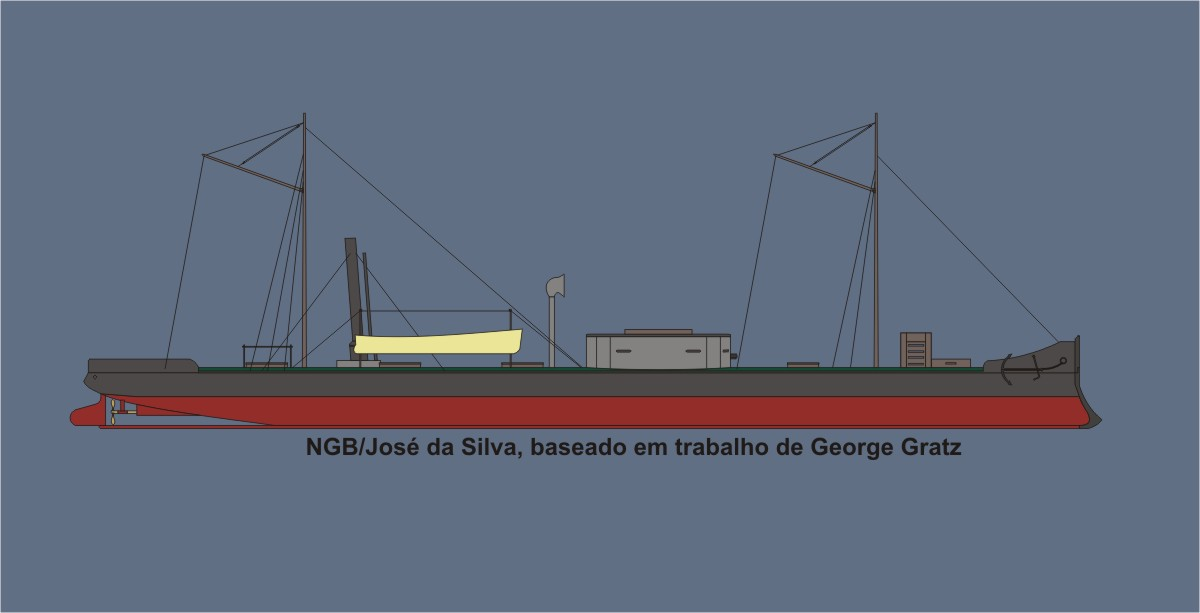
Representação artística de um monitor (classe Pará) da expedição.

No dia 29, entre 7 e 8 horas da manhã, o comandante da esquadra decidiu forçar a passagem de Guarayo. A esquadrilha estava diante da seguinte situação: as fortificações eram guarnecidas por 1 100 homens distribuídos entre as trincheiras de ambas as margens e com pelos menos duas peças de artilharia a disposição. Logo abaixo havia um bloqueio feito com vigas, árvores, canoas, correntes de ferro, cordas passadas quatro voltas e carretas cheias de pedra. Antes de iniciarem a passagem, os paraguaios haviam tentado destruir a lancha Jansen Müller fazendo descer dois torpedos na direção dela, enquanto esta estava a reconhecer a flutuação de uma viga. Ao tomar conhecimento, o primeiro tenente Vasconcellos sinalizou para o Ceará, que estava a sua popa, do perigo e zarpou a toda velocidade onde estava a esquadrilha para dar o aviso. Imediatamente a frota iniciou a passagem com rapidez, tendo o Ceará como ponta de lança da esquadrilha, visto que suas máquinas eram mais potentes. Os monitores, que passaram a uma distância segura do Ceará, para não o atrapalhar, estiveram sob intenso fogo da artilharia ribeirinha, porém não responderam de imediato com seus canhões. Mesmo sob intenso fogo e os obstáculos do rio, o monitor Ceará conseguiu romper o bloqueio imposto pelo inimigo com o suporte de seus companheiros de esquadra. Após vencerem os obstáculos, os monitores retornaram e ancoraram de frente ao inimigo, iniciando o bombardeio das posições fortificadas em ambas as margens. Os paraguaios responderam com viva fuzilaria de seus canhões e cerca de 200 homens tentaram dar abordagem dos monitores. O combate durou cerca de cinco horas e resultou em grande mortalidade para os paraguaios. Cerca de cem dos que tentaram a abordagem foram mortos, além dos que estavam nas margens e outros que foram capturados. A derrota enfureceu López que ordenou a imediata prisão do comandante que permitiu a passagem dos imperiais. Do lado dos brasileiros houve apenas uma morte e seis feridos dentre os quais se destaca o maquinista Júlio Raposo de Mello que foi atingido duas vezes e retirou uma das balas com as próprias mãos.
Após a passagem, a esquadra se dirigiu a foz do Manduvirá e lá chegou por volta da tarde do dia 30, alcançando Assunção no mesmo dia finalizando assim a segunda expedição. Gonçalves foi louvado pelo imperador D. Pedro II por seu valor e acerto nesta operação. Porém o alto comando sofreu críticas de Artur Silveira de Motta, Barão de Jaceguai, pois o Barão da Passagem havia dito que os navios paraguaios estavam sendo afundados e a foz do rio estava completamente bloqueada então não se justificava tal expedição pois não havia como os resquícios da marinha paraguaia oferecer qualquer perigo a esquadra ancorada no rio Paraguai.

## Terceira expedição
O rio estava bloqueado com o fim da segunda expedição e a lancha a vapor João das Botas realizou uma exploração de cerca de 50 km no dia 7 de julho sem encontrar nada. Pouco mais de um mês após essa exploração, tropas paraguaias se deslocaram com o intuito de atravessar o Manduvirá para se encontrarem com as tropas de López na cordilheira. Ciente dessa operação, o comandante Elisiário ordenou uma nova expedição com o objetivo de impedir tal travessia e comissionou as seguintes embarcações para a missão: canhoneira Iguatemi, lanchas a vapor Tebiquary, Inhaúma, Jejuy e o vapor-aviso Lindóia. Foi lhes dada a tarefa de navegar até onde fosse possível a fim de evitar a passagem das tropas inimigas. A nova flotilha partiu no dia 17 de agosto de 1869, tendo também como missão secundária "fazer voar" os vapores que ainda se encontravam internados desde janeiro no arroio Iaguí.
O primeiro obstáculo encontrado pelos vapores, no dia 18, foi uma barreira erguida a pedra no leito do passo de Guarayo, com uma pequena passagem larga o suficiente para caber uma canoa. Rapidamente a guarnição iniciou os trabalhos para desobstruir este bloqueio. A partir do mastros, os marujos avistaram homens levando gados em direção da cordilheira, além de forças inimigas os seguindo os brasileiros desde as margens, assim como em outras expedições. Devido à baixa do rio, as lanchas tiveram de retornar. Retomando a expedição, a flotilha encontrou uma família de brasileiros que haviam sido capturados da província de Mato Grosso. São enviados a Assunção. No mesmo dia, uma vanguarda brasileira comandada pelo General Câmara dispersou alguns marinheiros paraguaios que, no caminho, atearam fogo nos vasos internados, num total de seis: o Piravevé, Anhambaí, Salto de Guairá, Apa, Paraná e Iporá. No dia 20 de agosto chegou o Conde d'Eu até o local onde ardiam os vapores.

## Consequências

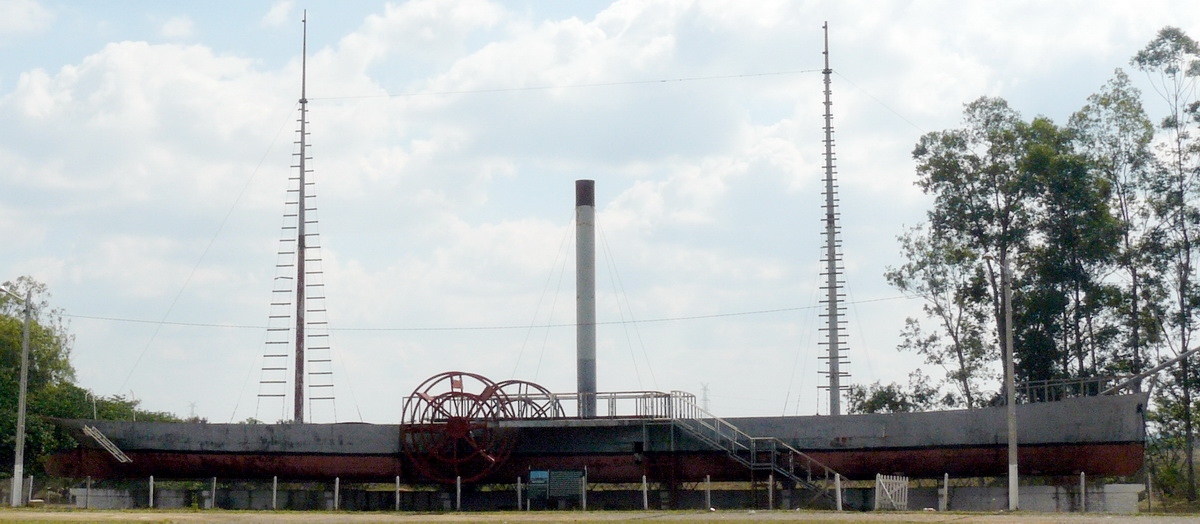
Vapor Anhambaí, um dos navios recuperados do Manduvirá. Está preservado no Parque Nacional Vapor Cué, Caraguatay.

A exceção de algumas explorações organizadas em setembro e outubro daquele ano, o rio Manduvirá foi declarado livre para a navegação até Rosário, se transformando em uma linha de comunicação com as tropas do exército. As expedições representaram um sério risco para a Marinha Imperial devida as extremas dificuldades que os navios enfrentaram, especialmente na segunda expedição, onde os combates foram mais violentos. Se o plano de Nuñez de fechar os monitores pela retaguarda tivesse sido concretizado, o resultado seria catastrófico para a armada.
 

Os combates no rio selaram o fim da marinha de guerra paraguaia, pois os últimos navios que estavam em serviço foram destruídos tanto pelas mãos imperiais quanto a dos seus próprios marinheiros. Na década de 1970 o governo paraguaio se organizou para recuperar alguns vapores que estavam, até aquela data, enterrados no local. Foi feito um trabalho de recuperação, catalogação e criação de um museu a céu aberto chamado de Vapor Cué, tendo como base os restos dos seis navios que estavam em um dos arroios do Manduvirá, o Iaguí.